# Malta ai Giochi della XX Olimpiade
Malta partecipò ai Giochi della XX Olimpiade che si sono svolti a Monaco di Baviera dal 26 agosto all'11 settembre 1972, con una delegazione di cinque atleti impegnati in due discipline: atletica leggera e tiro a volo. Il portabandiera fu il tiratore Joseph Grech, alla sua terza Olimpiade.
Fu la sesta partecipazione di questo paese ai Giochi estivi. Non fu conquistata nessuna medaglia.